# Cuproxena anielae
Cuproxena anielae är en fjärilsart som beskrevs av Józef Razowski och Becker 1989. Cuproxena anielae ingår i släktet Cuproxena och familjen vecklare. Inga underarter finns listade i Catalogue of Life.